# Orkhon (provins)
 For alternative betydninger, se Orkhon. (Se også artikler, som begynder med Orkhon)
Orkhon-Aimag (mongolsk: Орхон аймаг, tr. Orkhon ajmag) er en af Mongoliets 21 provinser, placeret i den nordlige del af Mongoliet. Provinsens hovedstad hedder Erdenet. Provinsen er navngivet efter Orkhon floden.